# Çukurkamış
Çukurkamış ist ein Ortsteil (Mahalle) im Landkreis Karataş der türkischen Provinz Adana mit 186 Einwohnern (Stand: Ende 2024). Im Jahr 2011 hatte der Ort 220 Einwohner.